# Santa Clara do Sul
Santa Clara do Sul är en kommun i Brasilien.   Den ligger i delstaten Rio Grande do Sul, i den södra delen av landet, 1 600 km söder om huvudstaden Brasília. Antalet invånare är 5 692.
Trakten runt Santa Clara do Sul består till största delen av jordbruksmark. Runt Santa Clara do Sul är det ganska tätbefolkat, med 67 invånare per kvadratkilometer.